# Morten Thorsby
Morten Thorsby, né le 5 mai 1996 à Oslo en Norvège, est un footballeur international norvégien. Il évolue au poste de milieu central au Genoa CFC.

## Biographie

### En club
Né à Oslo en Norvège, Morten Thorsby est formé par le FK Lyn avant de rejoindre le Stabæk Fotball, où il commence sa carrière professionnelle.
En juillet 2019, Morten Thorsby rejoint la Sampdoria Gênes. Le joueur étant en fin de contrat avec le SC Heerenveen au mois de juin, il s'engage librement avec le club italien, et le transfert est annoncé dès le 11 janvier 2019,.
Le 19 juillet 2022, Morten Thorsby rejoint l'Allemagne pour s'engager en faveur de l'Union Berlin.
Le 1er août 2023, Morten Thorsby rejoint le Genoa CFC sous la forme d'un prêt d'une saison, avec obligation d'achat selon certaines conditions.

### En équipe nationale
Lors des éliminatoires de l'Euro des moins de 19 ans, il marque un but contre l'Écosse le 12 octobre 2014 (1-1 score final) et contre la Serbie le 31 mars 2015 (défaite 2-4 des Norvégiens). En tout il joue sept matchs pour deux buts entre 2014 et 2015 avec cette sélection.
Lors des éliminatoires de l'Euro espoirs, il marque un but contre le Kosovo, puis un doublé contre l'Allemagne.
En octobre 2017 Pål Morten Thorsby est convoqué pour la première fois avec l'équipe nationale de Norvège par le sélectionneur Lars Lagerbäck. Le 11 novembre 2017, il honore sa première sélection avec la Norvège lors d'un match amical face à la Macédoine du Nord. Il entre en jeu ce jour-là à la place de Martin Ødegaard et son équipe s'incline sur le score de deux buts à zéro.

## Statistiques
Le tableau ci-dessous retrace la carrière de Morten Thorsby depuis ses débuts :

### En club
| Saison                | Club                  | Championnat           | Championnat | Championnat | Coupe(s) nationale(s) | Coupe(s) nationale(s) | Compétition(s) continentale(s) | Compétition(s) continentale(s) | Compétition(s) continentale(s) | Playoffs | Playoffs | Total | Total |
| Saison                | Club                  | Division              | M.          | B.          | M.                    | B.                    | Comp.                          | M.                             | B.                             | M.       | B.       | M.    | B.    |
| 2013                  | Stabæk Fotball        | OBOS-ligaen           | 4           | 0           | -                     | -                     | -                              | -                              | -                              | -        | -        | 4     | 0     |
| 2014                  | Stabæk Fotball        | Tippeligaen           | 10          | 1           | 3                     | 1                     | -                              | -                              | -                              | -        | -        | 13    | 2     |
| Sous-total            | Sous-total            | Sous-total            | 14          | 1           | 3                     | 1                     | -                              | 0                              | 0                              | 0        | 0        | 17    | 2     |
| 2014-2015             | SC Heerenveen         | Eredivisie            | 16          | 0           | 1                     | 1                     | -                              | -                              | -                              | 1        | 0        | 18    | 1     |
| 2015-2016             | SC Heerenveen         | Eredivisie            | 25          | 1           | 2                     | 0                     | -                              | -                              | -                              | -        | -        | 27    | 1     |
| 2016-2017             | SC Heerenveen         | Eredivisie            | 23          | 0           | 3                     | 0                     | -                              | -                              | -                              | 2        | 0        | 28    | 0     |
| 2017-2018             | SC Heerenveen         | Eredivisie            | 31          | 6           | 2                     | 0                     | -                              | -                              | -                              | 2        | 0        | 35    | 6     |
| 2018-2019             | SC Heerenveen         | Eredivisie            | 20          | 5           | 2                     | 0                     | -                              | -                              | -                              | -        | -        | 22    | 5     |
| Sous-total            | Sous-total            | Sous-total            | 115         | 12          | 10                    | 1                     | -                              | 0                              | 0                              | 5        | 0        | 130   | 13    |
| 2019-2020             | Sampdoria Gênes       | Serie A               | 24          | 1           | 1                     | 0                     | -                              | -                              | -                              | -        | -        | 25    | 1     |
| 2020-2021             | Sampdoria Gênes       | Serie A               | 33          | 3           | 2                     | 0                     | -                              | -                              | -                              | -        | -        | 35    | 3     |
| 2021-2022             | Sampdoria Gênes       | Serie A               | 35          | 3           | 3                     | 1                     | -                              | -                              | -                              | -        | -        | 38    | 4     |
| Sous-total            | Sous-total            | Sous-total            | 92          | 7           | 6                     | 1                     | -                              | 0                              | 0                              | 0        | 0        | 98    | 8     |
| 2022-2023             | Union Berlin          | Bundesliga            | 24          | 1           | 2                     | 0                     | C3                             | 8                              | 0                              | -        | -        | 34    | 1     |
| Sous-total            | Sous-total            | Sous-total            | 24          | 1           | 2                     | 0                     | -                              | 8                              | 0                              | 0        | 0        | 34    | 1     |
| 2023-2024             | Genoa CFC (prêt)      | Serie A               | 14          | 1           | 3                     | 0                     | -                              | -                              | -                              | -        | -        | 17    | 1     |
| Total sur la carrière | Total sur la carrière | Total sur la carrière | 259         | 22          | 24                    | 3                     | -                              | 8                              | 0                              | 5        | 0        | 296   | 25    |